# Encinas de Arriba
Encinas de Arriba település Spanyolországban, Salamanca tartományban. Encinas de Arriba Sieteiglesias de Tormes, Buenavista, Martinamor, Alba de Tormes, Éjeme és Galisancho községekkel határos. Lakosainak száma 226 fő (2024).

## Népesség
A település népessége az elmúlt években az alábbi módon változott:
| Lakosok száma | 286  | 276  | 268  | 261  | 250  | 253  | 241  | 237  | 235  | 226  |
|               | 2001 | 2004 | 2007 | 2009 | 2012 | 2014 | 2017 | 2019 | 2022 | 2024 |